# Чиколев, Владимир Николаевич
Владимир Николаевич Чиколев (23 июля [4 августа] 1845 — 22 февраля [6 марта] 1898) — русский электротехник.

## Биография
Родился 23 июля (4 августа) 1845 года в селе Пески Гжатского уезда Смоленской губернии (ныне Гагаринский район Смоленской области).
Окончив курс в московском Александровском сиротском военном училище, поступил вольнослушателем в Императорский Московский университет. Вскоре был приглашен ассистентом в физический кабинет профессора Петровской сельскохозяйственной академии Цветкова. Затем занимался в лаборатории Московского технического общества, преимущественно по электротехнике и электричеству.
В 1869 году начал работать над применением дифференциального принципа к электрическим дуговым лампам и в 1874 году создал первую дифференциальную лампу. 
В 1880-х годах Чиколев принимал деятельное участие в трудах технического общества: стал устроителем первой электрической выставки в Санкт-Петербурге в 1881 году; был редактором 1-го русского электрического журнала «Электричество».
С 1876 года В. Н. Чиколев служил делопроизводителем артиллерийского комитета по электротехническому отделу. Его стараниями была открыта в артиллерийском ведомстве электрическая лаборатория и электричество стало применяться ко многим военным целям, к стрельбе и проч.  В 1870-х годах жил на Арбате, в доме № 9.
В 1892 году он изобрёл способ проверки рефлекторов фотографированием и изложил теорию электрических прожекторов. В этой области исследований В. Н. Чиколев был сторонником метода центробежной отливки параболических рефлекторов, предложенного Д. А. Лачиновым, с которым на протяжении многих лет был в дружеских отношениях и регулярно сотрудничал.
Читал популярные лекции об электричестве в Соляном городке.
Умер 22 февраля (6 марта) 1898 года в Санкт-Петербурге.